# ۱۱۴۴ (خورشیدی)
۱۱۴۴ هزار و صد و چهل و چهارمین سال هجری خورشیدی است.